# پارک ملی هاردانگرویدا
پارک ملی هاردانگرویدا (انگلیسی: Hardanger Plateau National Park , نروژی: Hardangervidda nasjonalpark)، دارای ۳٬۴۲۲ کیلومتر مربع (۱٬۳۲۱ مایل مربع) وسعت می‌باشد و بزرگترین پارک ملی نروژ است. در سال ۱۹۸۱ به عنوان یک پارک ملی ثبت گردید، و امروزه به عنوان یک مکان گردشگری محبوب برای فعالیت‌هایی از قبیل پیاده‌گردی، کوهنوردی، ماهیگیری و اسکی کراس در کشور است. انجمن گردشگری کوهستان نروژی (DNT) شبکه ای جامع از کلبه‌ها و مسیرها را در سرتاسر این پارک ساخته و نگهداری می‌کنند. خط برگن و بزرگراه اصلی ۷ از فلات عبور می‌کنند. این پارک در بخش‌های ویکن، وستلند و وستفولد قرار دارد.
این منطقه جنوبی‌ترین ذخایر چندین گونه از حیوانات و گیاهان قطبی را در خود جایی داده‌است. گله‌های گوزن شمالی وحشی آن از بزرگترین گله‌های این دسته از حیوانات در جهان است.
در این منطقه چند صد شهرک عشایری دوران سنگی یافت شده‌است که به احتمال زیاد مربوط به مهاجرت گوزن شمالی است. مسیرهای باستانی از فلات عبور می‌کنند و به نروژ غربی و شرقی وصل می‌شوند.
نام Hardangervidda با نام منطقه Hardanger و شکل محدود vidde، «دشت وسیع، فلات بزرگ کوه» جمع شده‌است.

## جغرافیا و زمین‌شناسی

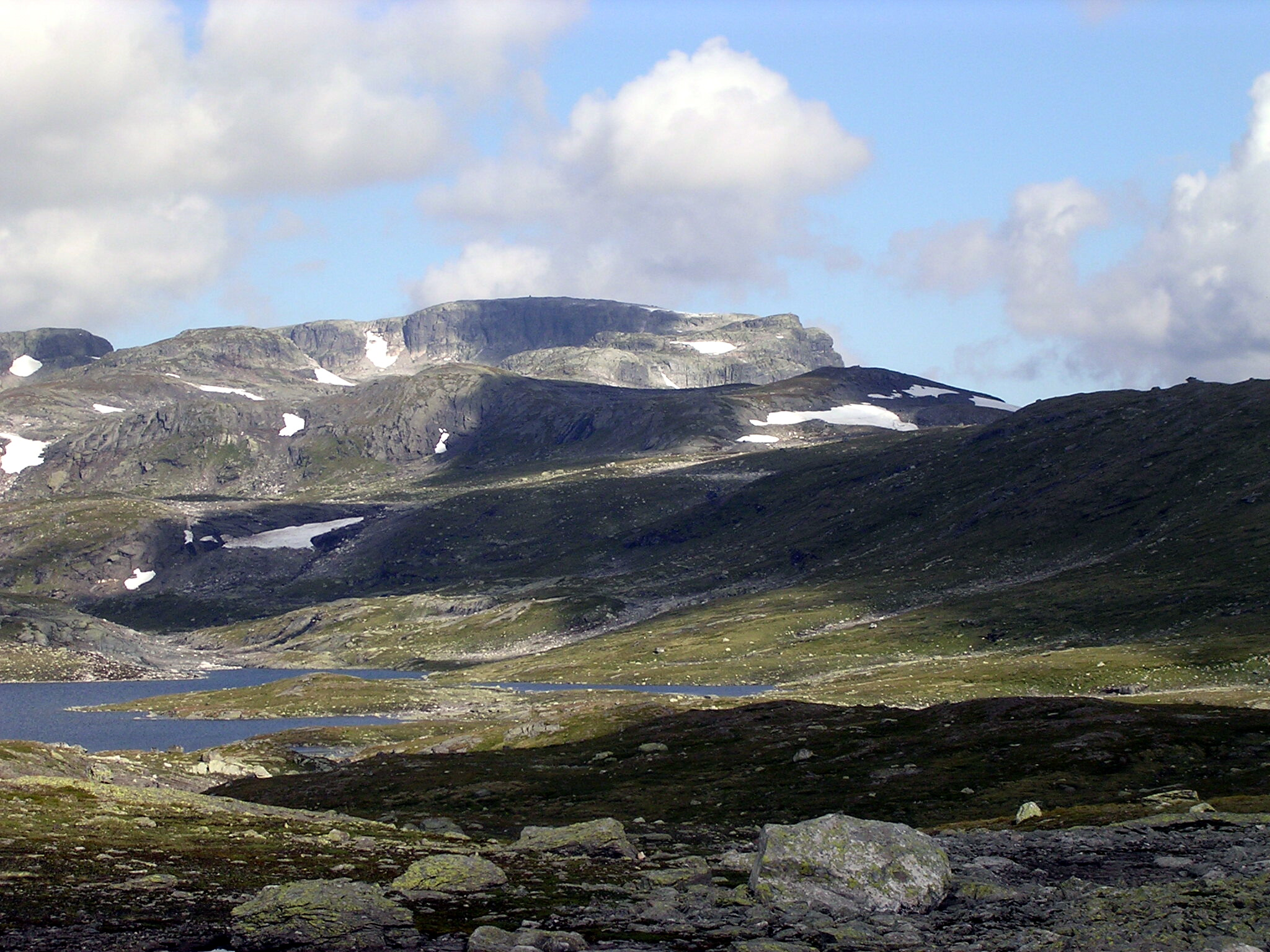
Sandfloegga و چندین قله دیگر در غرب پارک هاردانگرویدا که از گرانیت و گنیس های مقاوم در برابر فرسایش تشکیل شده‌اند.

این فلات بزرگترین دشت‌گون در اروپا است و مساحتی در حدود ۶٬۵۰۰ کیلومتر مربع (۲٬۵۰۰ مایل مربع) دارد و در ارتفاع متوسط ۱٬۱۰۰ متر (۳٬۶۰۰ فوت) بالاتر از سطح دریا، بالاترین نقطه در این فلات در قله یخچال هاردانژیرکلن قرار دارد که ارتفاعی حدود ۱٬۸۶۳ متر (۶٬۱۱۲ فوت) دارد.
منظره هاردانگرویدا شامل حوضچه‌ها، تپه‌ها و دریاچه‌ها، رودخانه‌ها و رودخانه‌های متعدد است. اختلافات قابل توجهی بین ضلع غربی پارک که تحت پوشش زمین‌های صخره ای و سنگهای لخت، و ضلع شرقی آن، که بسیار مسطح تر و دارای پوشش گیاهی بسیار شدید است وجود دارد. آب و هوا همچنین بین دو طرف متفاوت است: از طرف غرب نسبت به شرق مرطوب تر است قله برجسته هورتینگن با ارتفاع ۱٬۶۹۰ متر (۵٬۵۴۵ فوت) در قسمت اعظم پارک قابل مشاهده است.

## گیاهان و جانوران
کل هاردانگرویدا بالاتر از خط رویش درختان است. آب و هوای آلپی آن وجود بسیاری از گونه‌های حیوانات و گیاهان شمالگان را بیشتر از هر جای دیگر اروپا امکان‌پذیر می‌کند. گله‌های گوزن شمالی وحشی بزرگترین آنها در جهان است که حدود ۱۵۰۰۰ راس حیوان در سال ۱۹۹۶ و حدود ۸۰۰۰ در سال ۲۰۰۸ در این پارک ثبت شده‌است. آنها در طول سال به فلات مهاجرت می‌کنند.
آب و هوای متغیر فلات تأثیر قابل توجهی بر روی گیاهان دارد قسمت اعظم فلات توسط چمنزارهای درشت، خزه‌ها (بخصوص خزه پوده‌زار) و گلسنگ‌ها پوشیده شده‌است.
در شرایط مطلوب اقلیمی هولوسن (عصر سنگ) ۹۰۰۰–۵۰۰۰ سال پیش، آب و هوای منطقه گرمتر بوده، و بخش‌های زیادی از هاردانگرویدا جنگلی بوده‌است.

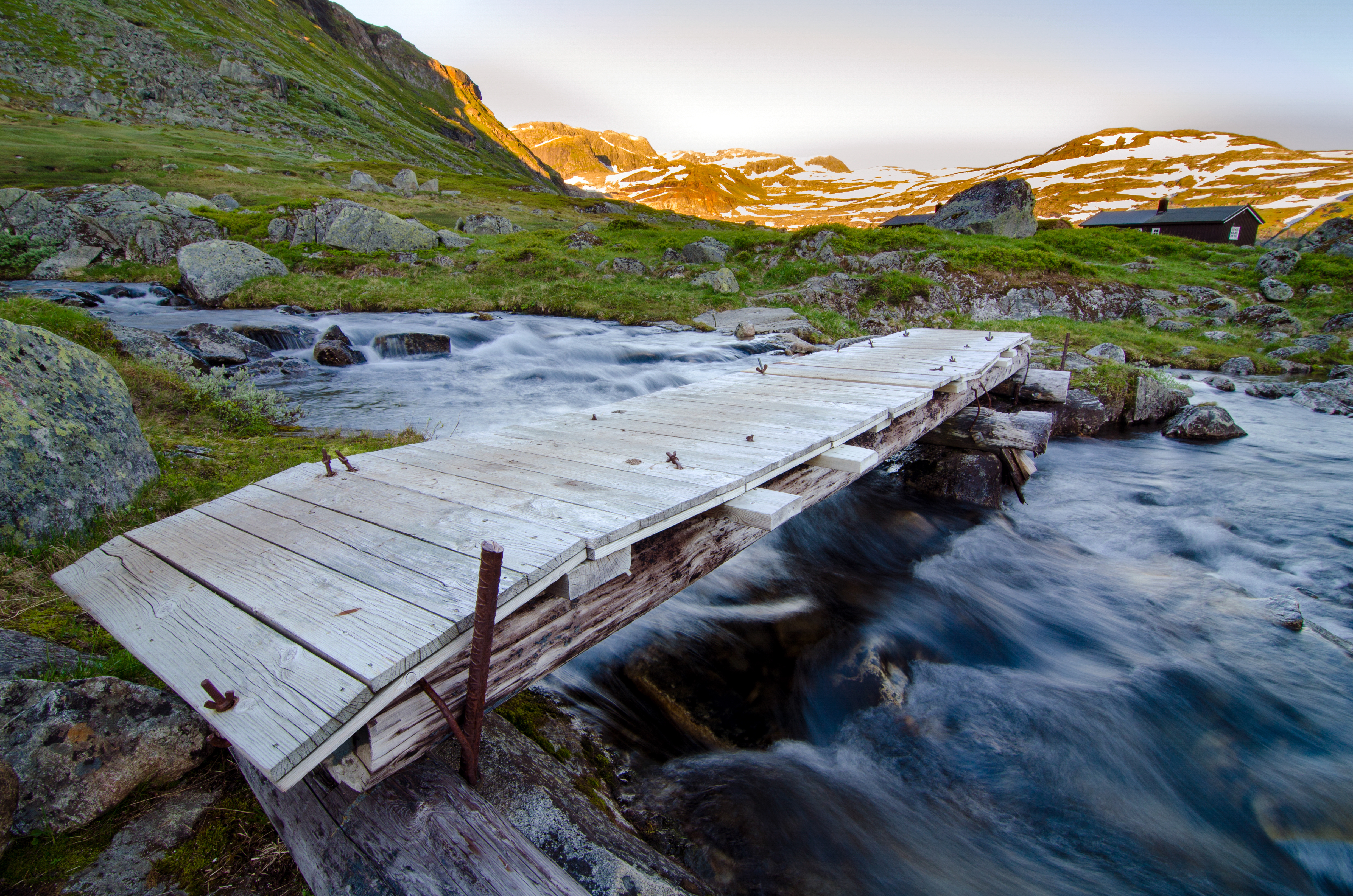
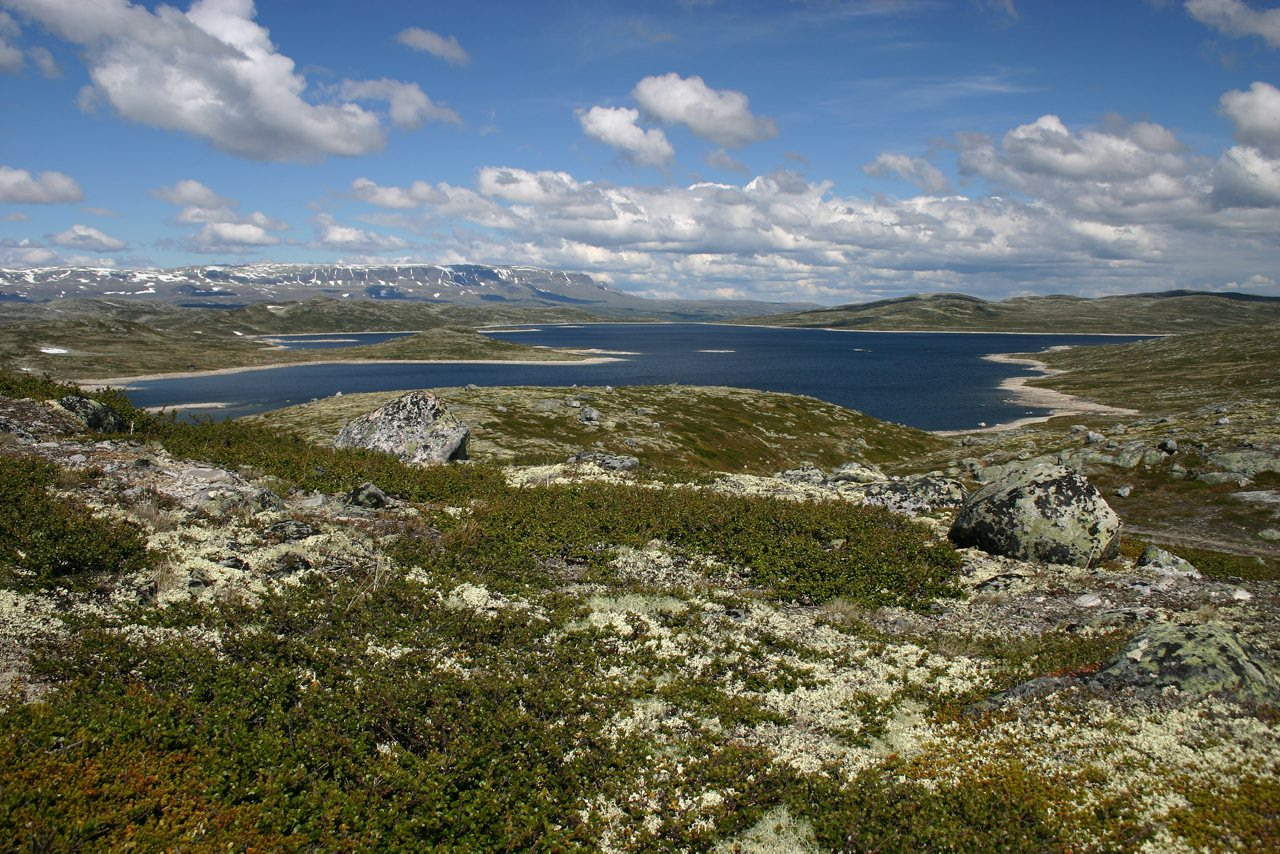
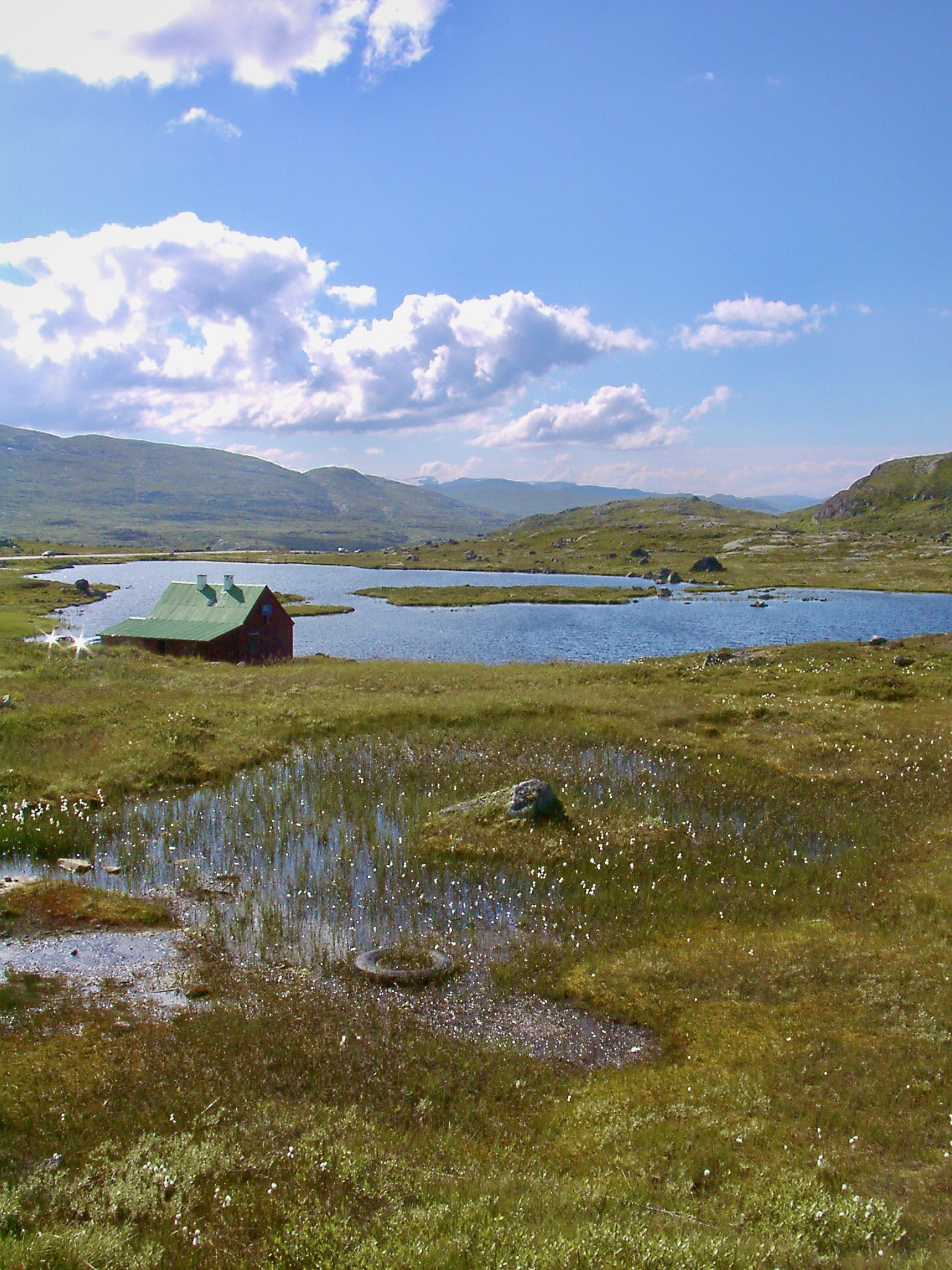
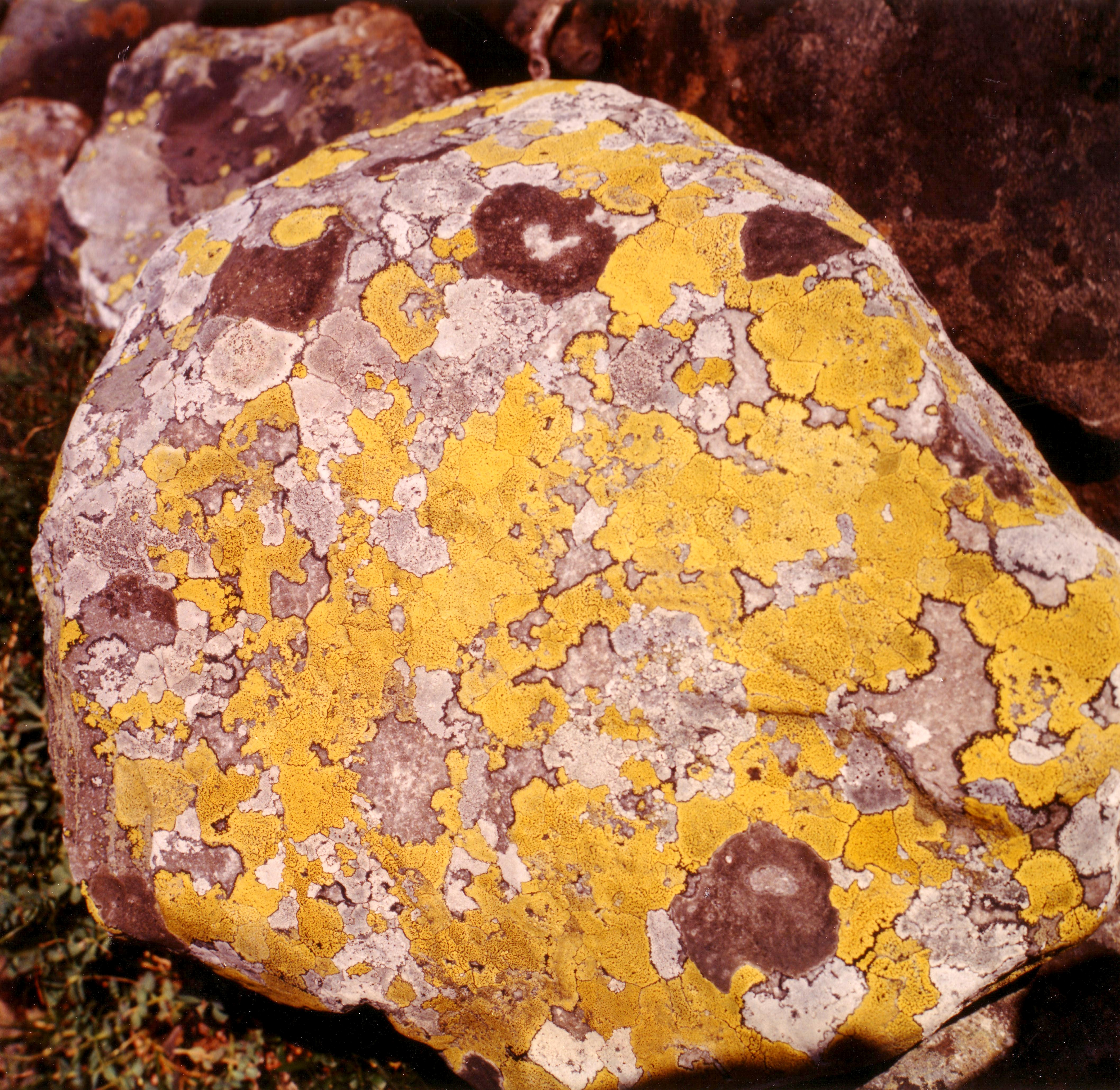
گلسنگ ، موجود در پارک

## فعالیت‌ها
هاردانگرویدا در تمام طول سال قابل دسترسی است. ژوئن / ژوئیه تا سپتامبر / اکتبر برای پیاده‌روی، ماهیگیری، تماشای حیوانات وحشی، دوچرخه سواری، اسب سواری، قایق‌رانی، شکار و سایر فعالیت‌های تابستانی عالی است. پیاده‌روی آسانترین و بهترین راه برای تجربه پارک ملی هاردانگرویدا است. انجمن کوهنوردی نوردی نروژ شبکه ای از مسیرهای پیاده‌روی و کابینها را در این پارک فراهم کرده‌است.